# Форт-Пейн
Форт-Пейн — город и окружной центр округа Де-Калб на северо-востоке Алабамы, США. По данным переписи населения 2020 года, население составляло 14 877 человек.
Европейско-американские поселенцы постепенно расширяли поселение вокруг бывшего форта. В конце XIX века город быстро рос за счет промышленного производства, которое стало активно развиваться в начале XX века. В начале XXI века здесь по-прежнему работали 7 000 рабочих на 100 фабриках, производящих различные виды носков — почти половина всемирного производства.

## История
В конце XVIII и начале XIX веков здесь находился Виллстаун, важный город народа чероки. Некоторое время он был домом для [[Секвойя (вождь) — ювелира, который к 1821 году создал слоговую письменность чероки, одну из немногих систем письма, созданных человеком из племени, не знавшего письменности. В Алабаме вскоре начала выходить первая газета на чероки и английском языках — The Cherokee Phoenix.
Это поселение обычно называлось Виллстаун в честь его воджя Уилла Вебера, у которого были поразительные рыжие волосы. Он был сыном чероки и немецких родителей. Джон Нортон, родившийся в Шотландии около 1770 года в семье шотландцев и чероки, посетил эту область и другие части родины чероки в 1809—1810 годах. Он прибыл в Северную Америку как британский солдат и переводчик, здесь он сблизился с мохоками, которые обитали на территории заповедника Grand River Reserve в Онтарио.
В 1830-х годах до вынужденной депортации индейцев, армия США под командованием майора Джона Пейна построила форт около Виллстауна, чтобы интернировать чероки из Алабамы, пока их насильственно не выслали в индейскую территорию (ныне Оклахома). Их вынужденное изгнание стало известно как «Дорога слез».

### История в XIX—XX веках
Хотя европейские американцы добивались изгнания индейцев из юго-восточной части США, так как они сами хотели поселиться в этом регионе. К 1860-м годам город Форт-Пейн и окружающая местность были еще слабо заселены. Развитие хлопковых плантаций и более крупных поселений происходило в районе высокогорья, известном как Черный пояс. Во время гражданской войны здесь не было никаких стратегических объектов, поэтому происходили только небольшие стычки между силами юнионистов и конфедератов. Во время второй битвы при Чаттануге большая армия юнионистов вошла в округ, но не встретила здесь конфедератов.
В 1878 году город Форт-Пейн стал центром округа, а в 1889 году он был включен в число городов. Община Лебанон служила центром округа Де-Калб с 1850 года. С завершением строительства железнодорожных линий между Бирмингемом и Чаттанугой, проходящих через Форт-Пейн, начался быстрый рост города, так как он был связан с новым транспортным маршрутом. Жители округа поддерживали идею расположения центра в сообществе, обслуживаемом железной дорогой, которое считалось ключом к будущему.
В конце 1880-х годов рост Форт-Пейна был стимулирован после обнаружения месторождений угля и железа, необходимых для поддержки промышленности в регионе. Инвесторы, а особенно рабочие из Новой Англии и Севера, наводнили регион в поисках новых рабочих мест. Этот период называется «Днями Бума» или просто «Бум».
Многие заметные исторические здания в Форт-Пейн относятся к периоду экономического роста и процветания в городе, включая самый старый театр в штате, Оперный дом Форт-Пейн; бывшую фабрику компании «Hardware Manufacturing Company» (сегодня известную как здание мельницы У. Б. Дэвиса, теперь музей Форт-Пейн Депо, ранее станция пассажирского транспорта для современной железной дороги «Норфолк Саутерн»). После снижения пассажирского трафика в связи с возросшей популярностью автомобилей, депо сегодня служит музеем местной истории.
Залежи железа и угля оказались гораздо меньше, чем ожидалось. Многие инвесторы покинули регион и переехали в Бирмингем, штат Алабама, который стал главным промышленным городом штата. Форт Пейн пережил период экономического спада.
В 1907 году начал работу трикотажный завод W.B. Davis Hosiery Mill, который перерабатывал местный хлопок, чтобы производить носки и чулки. Производство чулочно-носочных изделий стало ведущей отраслью экономики Форт Пейн. В начале 21 века в отрасли чулочно-носочных изделий в Форт Пейн работало более 7 000 человек в более чем 100 фабриках. Она производила более половины всех произведенных в США носков и называлась «Соколической столицей мира».
Начиная с 1990-х годов, Североамериканский договор о свободной торговле и Договор о свободной торговле Центральной Америки снизили тарифы на импортируемые в США текстильные изделия, что привело к значительному увеличению импорта носков. К началу 2000-х годов вокруг города Датан, Чжуцзи, провинция Чжэцзян, Китай, выросла очень крупная и высокоэффективная производственная база по производству носков. Сырье и машины для производства чулочно-носочных изделий также производились в Датане. В то время как компания в Форт-Пейн может ждать два месяца, чтобы получить замену для детали чулочно-носочной машины из Италии, производитель в Датане должен ждать всего полчаса, чтобы деталь прибыла от местной компании. Американские международные розничные корпорации начали закупать изделия чулочно-носочной продукции из Датана. Строгая позиция американских компаний при переговорах требовала, чтобы производители из Датана принимали лишь 3 % прибыли. Когда американские розничные корпорации начали закупать свои продукты в Китае, Датан стал новой «столицей носков в мире». Многие предприятия в Форт-Пейн обвиняли иностранных производителей, в частности из Китая, в продаже носков по ценам ниже себестоимости, чтобы вытеснить американские компании из рынка чулочно-носочных изделий. К 2005 году занятость на хлопчатобумажных мельницах в Форт-Пейн сократилась до примерно 5 500 человек, и несколько мельниц закрылись. В конце 2005 года федеральное правительство достигло соглашения с правительством Китая о замедлении графика снятия тарифов, отложив их полное снятие до 2008 года. Промышленность чулочно-носочных изделий продолжает оставаться важной для сообщества, разнообразившись от спортивных носков до бутиковых дизайнов, таких как Zkano, и других специализированных и медицинских носков.
В 1990-х годах, столкнувшись с международной угрозой своему производству, бизнес- и гражданские лидеры в Форт-Пейн начали принимать меры по диверсификации экономики города. Было разработано несколько новых коммерческих и промышленных проектов. Крупнейшим из них стало строительство в 2006 году центра по распределению товаров для магазинов The Children’s Place, предприятия, которое заняло 600 человек на первой стадии работы.
Другие крупные корпорации, представленные в Форт-Пейн, включают Heil Environmental Industries (дочерняя компания Dover Industries, производящая мусоровозы); Vulcraft (дочерняя компания Nucor Corporation, производящая стальные кровельные системы); и Game Time (дочерняя компания Playcore, производящая коммерческое игровое оборудование).

## География
По данным Бюро переписи населения США, площадь города составляет 55,8 квадратных миль (144,6 км²), из которых 55,5 квадратных миль (143,7 км²) — суша, а 0,35 квадратных миль (0,9 км²) или 0,64 % — вода.
Центр города расположен в узкой долине на реке Биг-Уиллс-Крик в регионе Камберлендского плато непосредственно к западу от горы Лук-Аут, а Сэнд-Маунтин находится на расстоянии на запад. Границы города простираются на восток и юг, так что более половины площади города расположены на горе Лук-Аут. Сток осуществляется через реку Биг-Уиллс-Крик в реку Куса.
Здесь произошло землетрясение магнитудой 4,9 в 2003 году.

## Климат
Форт Пейн известен своим субтропическим климатом. Зимой обычно выпадает немного снега. На горе Лукат в горнолыжном курорте Клаудмонт генерируют искусственный снег, когда зимние температуры позволяют. Район подвержен периодическим торнадо.
Северная часть города была разрушена торнадо класса F3 и F4 соответственно 29 февраля 1952 года и 19 мая 1973 года, оба из которых причинили значительный ущерб. Ровно через десять лет торнадо снова атаковало город. Во время торнадо в Вербное Воскресенье 1994 года F3 прошёл неподалеку от города. В редких случаях ураган, который достиг берега Мексиканского залива, может достигнуть Форт Пейн в виде тропического шторма или тропической депрессии. Однако в 1995 году глаз урагана Опал достиг Форт Пейн с ураганными ветрами.
Шторм века 1993 года смел больше 20 дюймов (51 см) снега на Форт Пейн, парализовав город и окружающую территорию на несколько дней. Подтип климата Кёппена для этого климата — «Cfa» (влажный субтропический климат).

## Демография

### 2020 год
| Раса                             | Количество | Процент |
| -------------------------------- | ---------- | ------- |
| Белые (неиспаноязычный)          | 9 852      | 66,21 % |
| Афроамериканцы                   | 498        | 3,35 %  |
| Коренные американцы              | 91         | 0,61 %  |
| Азиаты                           | 118        | 0,79 %  |
| Жители тихоокеанских островов    | 5          | 0,03 %  |
| Две расы и более                 | 651        | 4,38 %  |
| Латиноамериканцы и испаноязычные | 3 665      | 24,63 % |

По данным переписи населения США 2020 года, в городе проживало 14 877 человек, в 5 066 домохозяйствах, и 3 219 семей.

### 2010 год
На момент переписи 2010 года в городе Форт-Пейн проживало 14 012 человек, в 5 296 домохозяйствах. Расовый состав населения составлял: 72,0 % белых неиспанского происхождения, 4,2 % афроамериканцев или чернокожих, 0,9 % коренных жителей Америки, 0,8 % азиатов, 0,2 % жителей островов Тихого океана, 0,1 % других неиспаноговорящих рас, 2,5 % отметили наличие двух или более рас, и 20,9 % были испаноговорящими или латиноамериканского происхождения.

### 2000 год
По данным переписи населения 2000 года, в городе проживало 12 938 человек, в 5 046 домохозяйствах и 3 506 семьях. Плотность населения составляла 231,5 человек на квадратную милю (89,4/км2). В городе было 5 585 жилых единиц с средней плотностью 100,0 на квадратную милю (38,6/км2). Расовый состав населения составлял: 83,22 % белые, 4,53 % афроамериканцы, 0,80 % коренные американцы, 0,55 % азиаты, 0,16 % жители островных территорий на Тихоокеанском океане, 8,41 % представители других рас, и 2,33 % — люди, относящиеся к двум или более расам. 12,17 % населения являлись испаноязычными или латиноамериканского происхождения.
Из 5 046 домохозяйств, 31,2 % имели детей в возрасте до 18 лет, живущих с ними, 53,9 % состояли из супружеских пар, живущих вместе, 11,6 % — из женщин-домохозяек без мужей, а 30,5 % — из неполных семей. 26,9 % всех домохозяйств состояли из одного человека, а в 12,1 % из них жил одинокий человек в возрасте 65 лет или старше. Средний размер домохозяйства составлял 2,49 человека, а средний размер семьи — 2,97 человека.
В городе население распределялось следующим образом: 23,4 % в возрасте до 18 лет, 10,2 % в возрасте от 18 до 24 лет, 29,3 % в возрасте от 25 до 44 лет, 21,6 % в возрасте от 45 до 64 лет и 15,6 % в возрасте 65 лет и старше. Медианный возраст составлял 36 лет. На каждые 100 женщин приходилось 92,3 мужчины. На каждые 100 женщин старше 18 лет приходилось 88,5 мужчин.
Медианный доход на дом составлял $33 560, а на семью — $40 200. У мужчин медианный доход составлял $29 731, у женщин — $20 135. Средний доход на душу населения в городе составлял $19 690. Около 8,3 % семей и 12,3 % населения находились ниже черты бедности, включая 15,0 % детей в возрасте до 18 лет и 17,6 % людей старше 65 лет.

## Искусство и культура
Руины старого Форт Пейна видны в историческом центре города.
Также здесь находится штаб-квартира Национальной парковой службы для близлежащего национального заповедника Little River Canyon, защищенной территории площадью 14 000 акров (57 км²), учрежденной Конгрессом в 1992 году. Каньон находится на горе Лукатаун вне границ города.
Другая достопримечательность, основанная на природных ресурсах, — это парк DeSoto State. Хотя его площадь меньше, чем у Little River Canyon National Preserve, здесь есть гостиница, ресторан, кабины и зоны доступа к реке. Рядом с Форт Пейн находится также пещера Маниту.
Кантри-группа «Alabama» базируется в Форт Пейн. В городе также находятся фан-клуб и музей группы.
Форт Пейн находится в пределах 30-минутной поездки от значительных водных рекреационных зон, в частности озера Гантерсвилл и искусственного озера Вейсс на реке Куса. Форт Пейн также расположен недалеко от Ментона, популярного горнолыжного курорта, известного своими летними детскими лагерями, рустик-отелями, ресторанами и кабинами.

## Образование
Форт Пейн обслуживается системой городских школ Форт-Пейн. Школы в районе включают Wills Valley Elementary (K-2), Little Ridge Intermediate (3-5), Fort Payne Middle School (6-8) и Fort Payne High School (9-12).
Брайан Джетт является суперинтендантом образования.